# Comberouger

Comberouger este o comună în departamentul Tarn-et-Garonne din sudul Franței. În 2009 avea o populație de 299 de locuitori.

## Evoluția populației
| An        | 1975 | 1982 | 1990 | 1999 | 2006 | 2009 |
| --------- | ---- | ---- | ---- | ---- | ---- | ---- |
| Populație | 165  | 171  | 204  | 225  | 290  | 299  |

## Site-uri și monumente

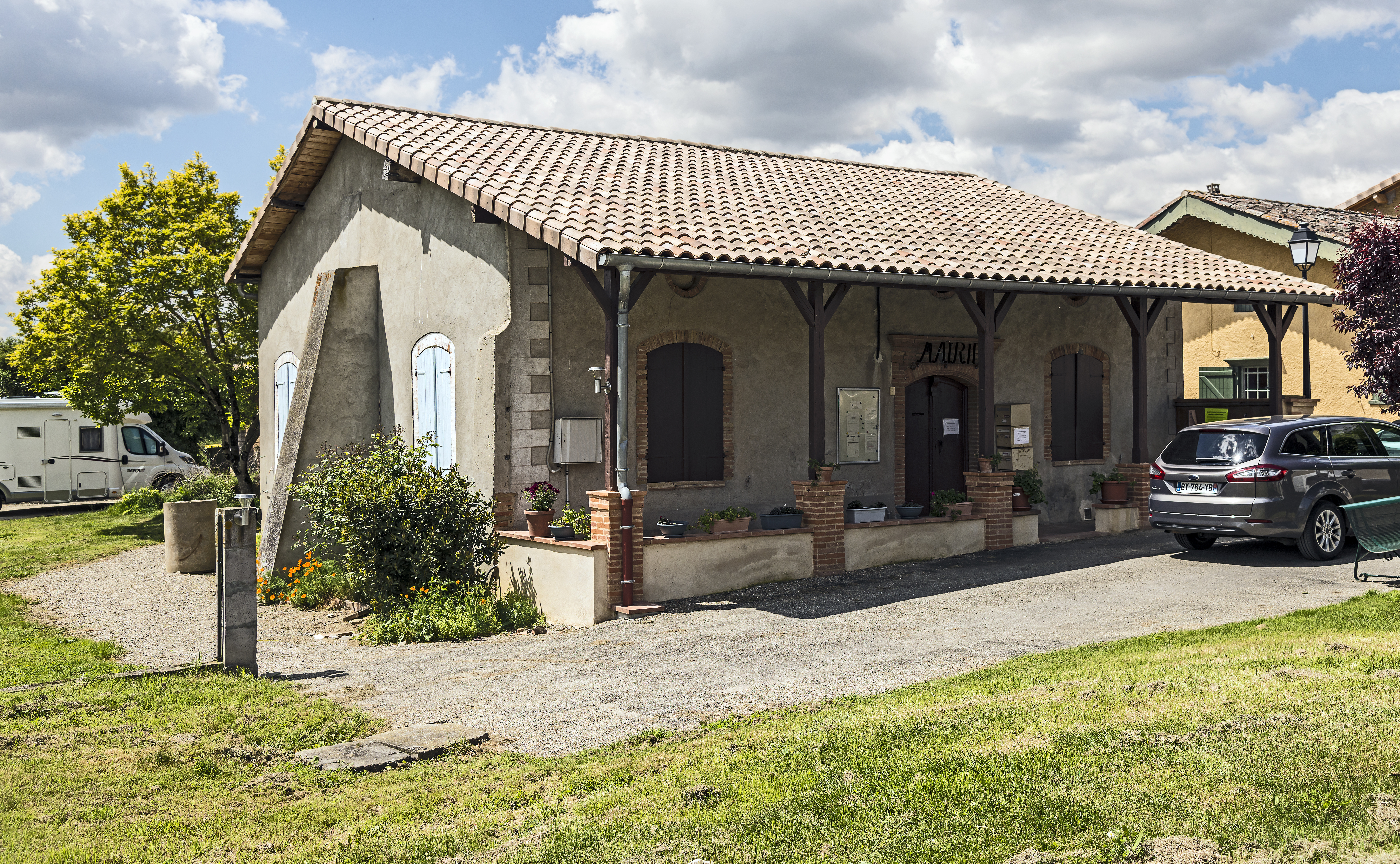
Primăria
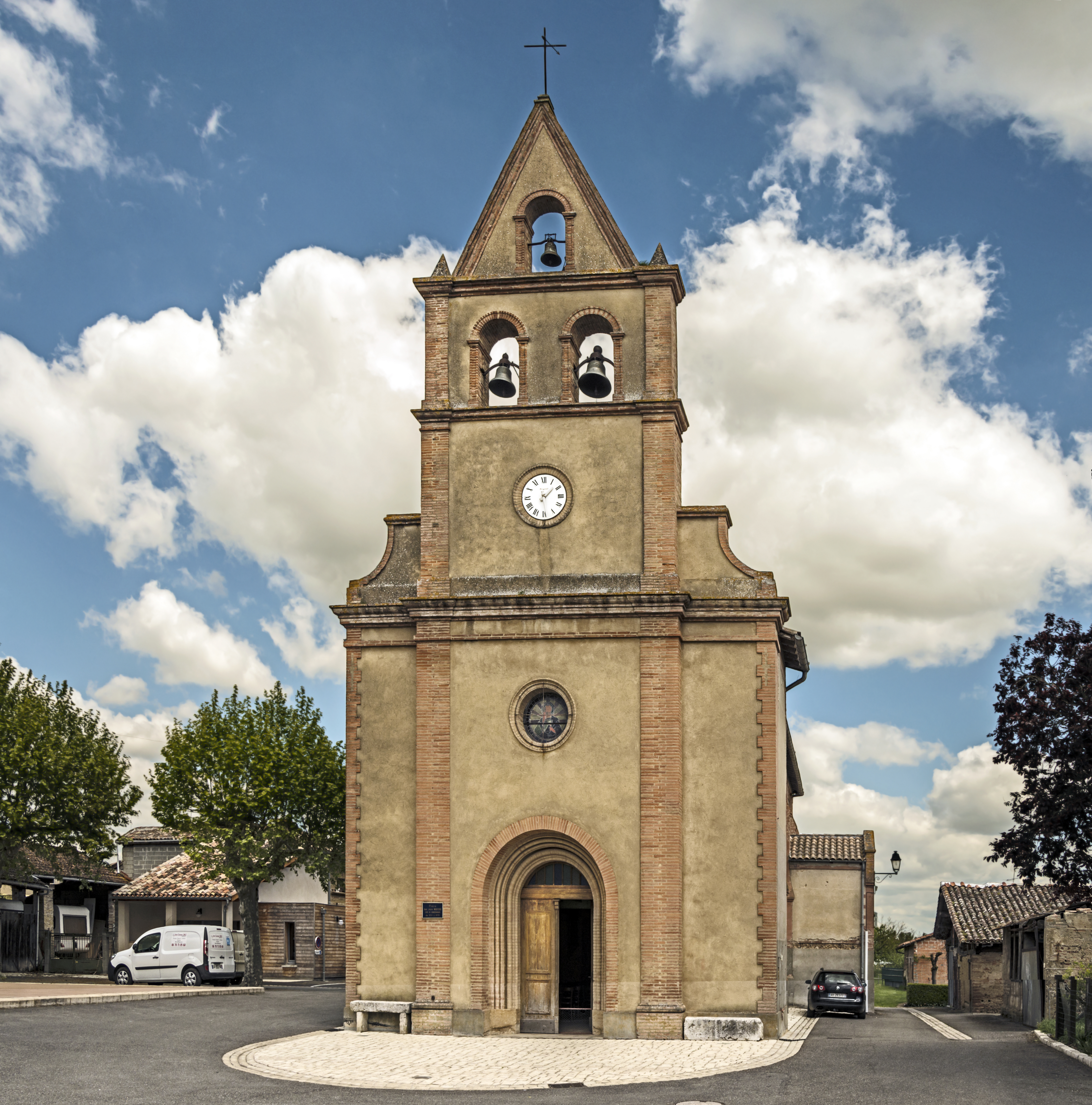
Biserica
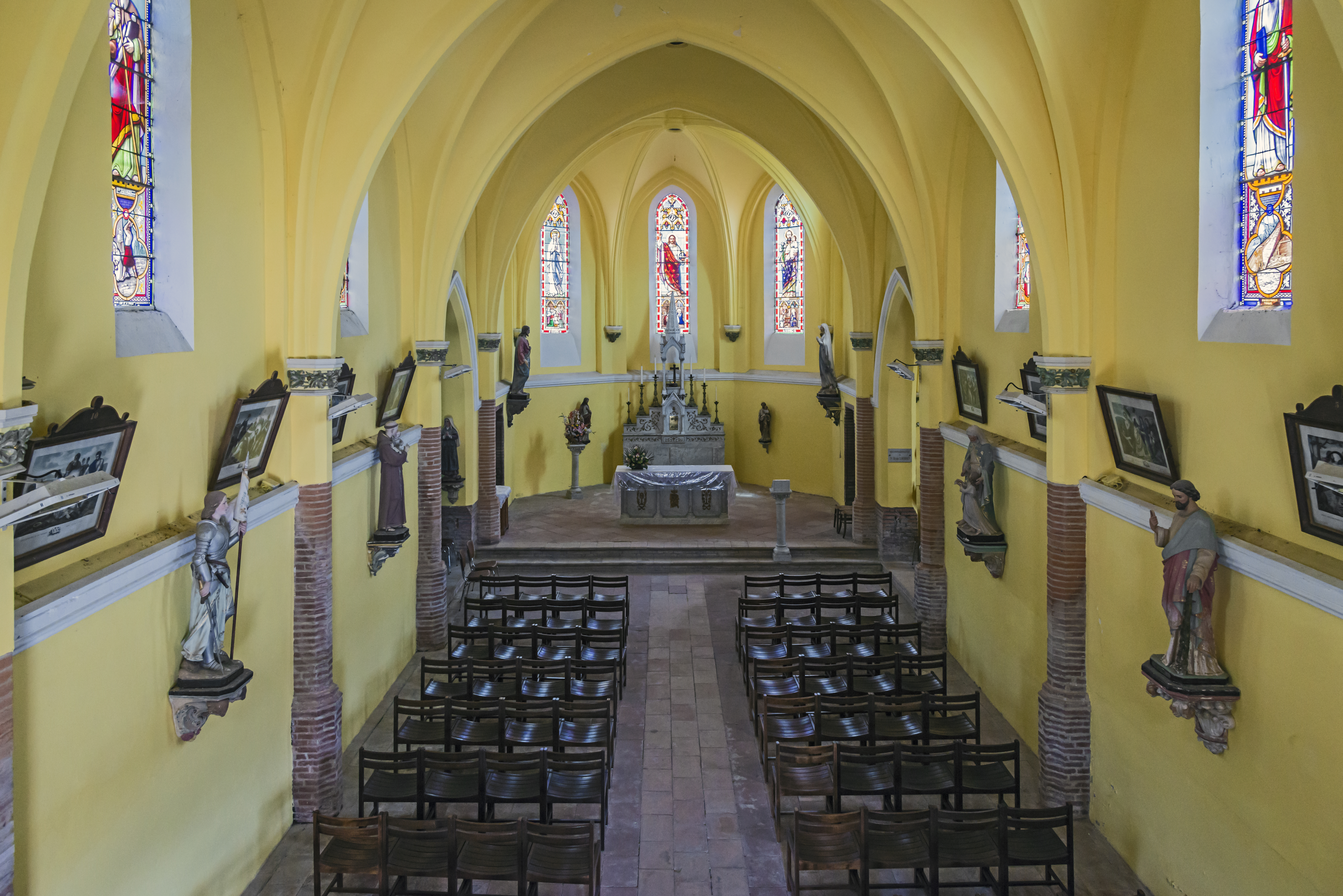
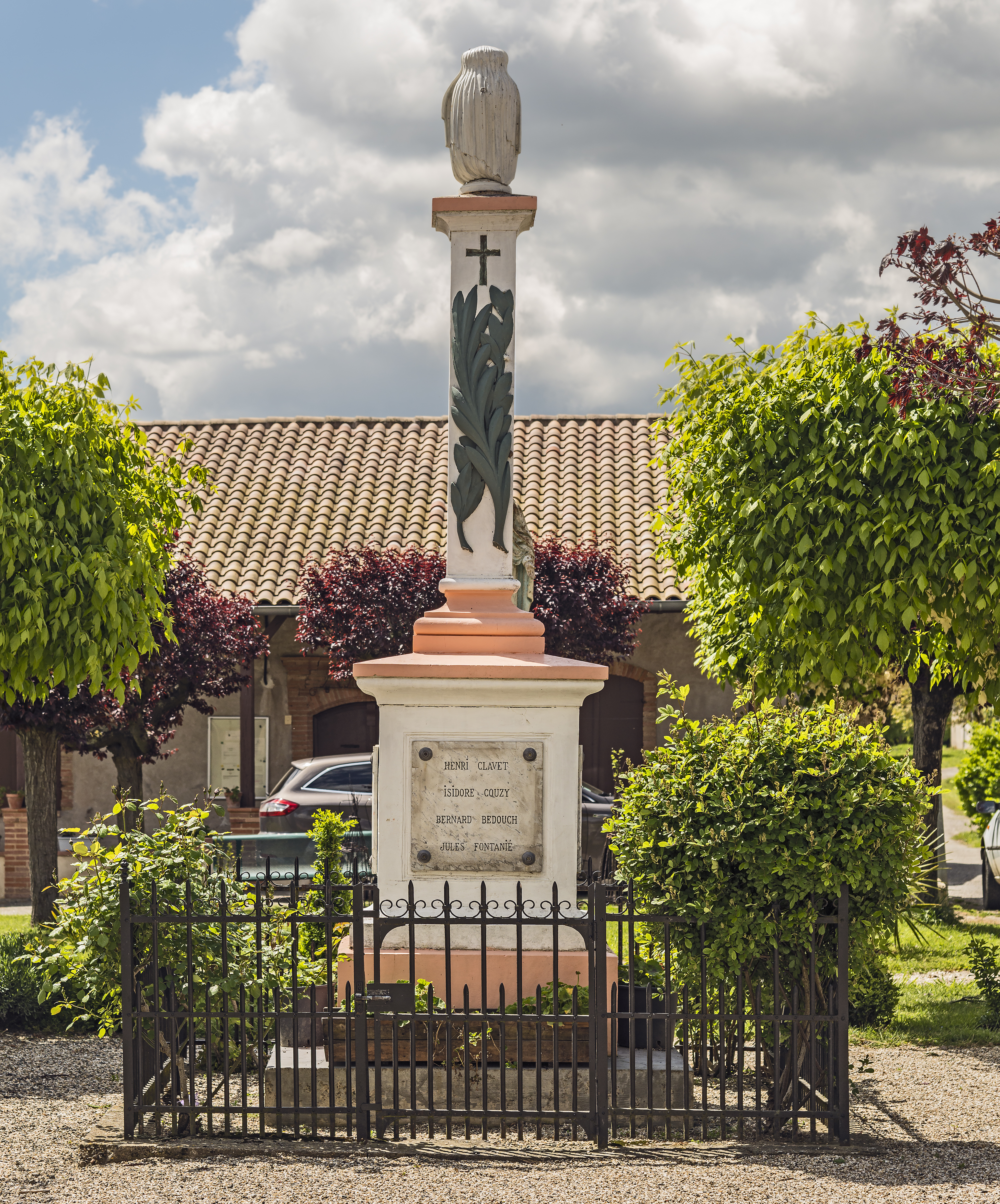
Memorialul de război